# Ulric d'Estrasburg
|  | Per a altres significats, vegeu «Ulric». |

Ulric Engelberti, més conegut com a Ulric d'Estrasburg (1225-1277), fou un teòleg i filòsof escolàstic dominic alemany. Deixeble d'Albert Magne, rebé del seu mestre la influència aristotèlica, igual que el seu condeixeble Tomàs d'Aquino. Fou autor de Summa, on, entre altres temes, tracta sobre estètica; en particular, la bellesa.
Albert Magne recollí dues teories tradicionals sobre la bellesa, la de la proporció aristotèlica i la de la resplendor neoplatònica, i les va sintetitzar basant-se en la teoria hilemorfista d'Aristòtil (la matèria va unida a la forma): així, uneix proporció i resplendor, d'on resulta que la bellesa es produeix quan la matèria trasllueix la seva essència. Definí així la bellesa com la resplendor de la forma en les diverses parts de la matèria.
Ulric desenvolupà aquesta teoria dividint la bellesa en corpòria i espiritual, al mateix temps que hi troba dues qualitats distintes: la bellesa essencial, inherent a les coses, i l'accidental, aliena a elles. Recollí conceptes de la tradició neoplatònica, especialment de Plotí i Pseudo-Dionís, i va prendre la bellesa transcendent com a superior a la temporal. Sostingué que la bellesa està en la forma, però es manifesta més com més gran és la seva "resplendor", que fa que s'elevi per damunt de la matèria. Identificà Déu com la bellesa suprema i causa de tot el que és bell.